# Azul de Prusia (novela)
Azul de Prusia es una novela del escritor andorrano Albert Villaró i Boix aparecida en octubre de 2006 y que previamente había sido galardonada con el Premio Carlomagno de novela que se concede en el Principado de Andorra. Ha sido editada por Columna Edicions en la colección Clásica.

## Argumento
La novela se construye a partir de un crimen transfronterizo que un policía andorrano, que acaba de salir de una depresión por la muerte de la mujer, debe resolver. En esta tarea contará con la ayuda de personajes muy diversos y alejados de la profesión policial. Poco a poco irá atando cabos, haciendo un retrato de la sociedad andorrana y mostrando aspectos narrativos muy interesantes. En el telón de fondo siempre está el incendio de Meritxell de 1972, que el protagonista recuerda de cuando era niño y su padre quiso que lo viera.